# Хильдебранд, Кристин
Кристин Линн Хильдебранд (до 2012 — Ричардс; англ. Kristin Lynn Hildebrand (Richards), род. 30 июня 1985 года, Прово, штат Юта, США) — американская волейболистка, нападающая-доигровщица. Чемпионка мира 2014.

## Биография
Родилась в Прово (штат Юта) в спортивной семье. Бывшими волейболистами являются её родители — Дэвид и Лори Ричардс. Её старшая сестра Лорен также играла в волейбол за университетскую команду штата Юта. После окончания в 2003 году средней школы Кристин поступила в Стэнфордский университет, за волейбольную команду которого играла на протяжении четырёх сезонов. В её составе в 2004 году стала чемпионкой, а в 2006 — серебряным призёром чемпионатов Национальной ассоциации студенческого спорта (англ. National Collegiate Athletic Association, сокр. NCAA).
В 2007—2010 выступала за российские команды «Университет-Белогорье», «Факел» и «Омичку». В составе последней в 2009 выиграла «бронзу» Кубка России. В 2010—2011 играла за азербайджанский «Локомотив», с которым дошла до финала Кубка вызова ЕКВ. Затем заключила контракт с итальянским ВК «Спес Конельяно», но в начале января 2012 клуб по финансовым причинам снялся с чемпионата, а Ричардс перешла в другую итальянскую команду «Ребекки-Нордмекканика» из Пьяченцы, с которой стала бронзовым призёром чемпионата Италии и финалисткой Кубка. В 2012—2014 волейболистка играла сначала в Турции, потом в Бразилии, а затем вернулась в Турцию, заключив контракт с «Фенербахче», став с ним в 2015 году чемпионкой и обладателем Кубка Турции. В 2015—2016 выступала в Польше за вроцлавский «Импел», после чего завершила игровую карьеру.
В 2005 Кристин Ричардс дебютировала в национальной сборной США в Мировом Гран-при, став третьей по результативности в своей команде. Следующий вызов в сборную США состоялся только в 2008. но закрепиться в составе главной команды страны волейболистке удалось лишь с 2013 года. В 2014 она выиграла «золото» чемпионата мира, а в 2015 — первенствовала со своей сборной на Панамериканских играх.

### Клубная карьера
- 2003—2006 —  Стэнфордский университет;
- 2007—2008 —  «Университет-Белогорье» (Белгород);
- 2008—2009 —  «Факел» (Новый Уренгой);
- 2009—2010 —  «Омичка» (Омск);
- 2010—2011 —  «Локомотив» (Баку);
- 2011 —  «Спес Конельяно» (Конельяно);
- 2012 —  «Ребекки-Нордмекканика» (Пьяченца);
- 2012—2013 —  «Бакыркёй» (Стамбул);
- 2013—2014 —  «Волей Амил» (Кампинас);
- 2014—2015 —  «Фенербахче» (Стамбул);
- 2015—2016 —  «Импел» (Вроцлав).

## Достижения

### Со сборной США
- чемпионка мира 2014.
- серебряный призёр Всемирного Кубка чемпионов 2013.
- победитель Мирового Гран-при 2012;
- чемпионка Панамериканских игр 2015.
- чемпионка NORCECA 2013.
- 3-кратный победитель розыгрышей Панамериканского Кубка — 2012, 2013, 2015.

### С клубами
- чемпионка Национальной ассоциации студенческого спорта (NCAA) 2004;
  - серебряный призёр чемпионата NCAA 2006.
- бронзовый призёр розыгрыша Кубка России 2009.
- бронзовый призёр чемпионата Италии 2012.
- серебряный призёр Кубка Италии 2012.
- чемпионка Турции 2015.
- победитель розыгрыша Кубка Турции 2015.
- бронзовый призёр чемпионата Польши 2016.

- серебряный призёр Кубка вызова ЕКВ 2011.

### Индивидуальные
- 2005: лучшая нападающая доигровщица (одна из двух) чемпионата NCAA.
- 2012: MVP и самая результативная Панамериканского Кубка.

## Личная жизнь
13 сентября 2012 года заключила брак с тренером и бывшим волейболистом Тайлером Хильдебрандом. В семье родилось двое детей.
После окончания спортивной карьеры основала собственную дизайн-студию интерьеров «KH Interiors».